# Standardavtal
Standardavtal, avtal som upprättas för att användas i ett flertal likartade affärssituationer. Standardavtal används där lagstiftningen är dispositiv och kan inte åsidosätta tvingande lagar. Det finns två typer av standardavtal:
1. Ensidigt upprättade avtal där den ena parten har skapat villkoren, till exempel avtalsvillkor vid köp av försäkringar.
2. Gemensamt upprättade avtal där båda avtalsparterna, ofta genom branschpraxis, har skapat villkoren. Exempel på gemensamt upprättade avtal är allmänna bestämmelser.